# آزمایش تحریک پوست سر جنین
تست تحریک پوست سر جنین (به انگلیسی: fetal scalp stimulation test) یک آزمایش تشخیصی است که برای تشخیص اسیدمی متابولیک جنین استفاده می‌شود. می‌تواند به عنوان یک گزینه غیر تهاجمی برای آزمایش خون سر پوست جنین استفاده شود.

## روش
برای تحریک از یک فشار دیجیتالی محکم روی سر یا یک فشار ناخوشایند به سر جنین با گیره تروما استفاده می‌شود. شتاب ضربان قلب جنین در ۱۵ دور در دقیقه که حداقل ۱۵ ثانیه طول بکشد، نتیجه طبیعی جنین را نشان می‌دهد.